# 许冕
许冕（1987年2月21日—），江苏扬州人，中国退役女子跳水运动员，1999年4月入选国家队。她曾获得2001年世界游泳锦标赛女子10米跳台金牌。同年的全国运动会，她获得女子10米跳台第四名。